# Черниговка (Иланский район)
Черни́говка — деревня в Иланском районе Красноярского края. Входит в состав Далайского сельсовета.

## География
Деревня находится в восточной части края, в пределах Канско-Рыбинской котловины, при автодороге 04К-395, на расстоянии приблизительно 6 км (по прямой) к северо-западу от Иланского, административного центра района. Абсолютная высота — 260 м над уровнем моря.
Климат
Климат характеризуется как резко континентальный, с продолжительной морозной зимой и коротким тёплым летом. Абсолютный максимум температуры воздуха составляет 38 °C; абсолютный минимум — −53 °C. Продолжительность безморозного периода составляет в среднем 95 дней. Среднегодовое количество атмосферных осадков составляет 422 мм, из которых большая часть выпадает в тёплый период (максимально в июле -августе).

## Население
| 2010 |
| ---- |
| 161  |

Половой состав
По данным Всероссийской переписи населения 2010 года в гендерной структуре населения мужчины составляли 46,6 %, женщины — соответственно 53,4 %.
Национальный состав
Согласно результатам переписи 2002 года, в национальной структуре населения русские составляли 92 % из 187 чел.